# 오즈정 (에히메현)
오즈정(大洲町)은 에히메현 기타군에 설치되었던 정이다. 현재의 오즈시 중심부에 해당한다.